# Tantilla hobartsmithi
Tantilla hobartsmithi är en ormart som beskrevs av Taylor 1936. Tantilla hobartsmithi ingår i släktet Tantilla och familjen snokar. Inga underarter finns listade i Catalogue of Life.
Denna orm förekommer med flera från varandra skilda populationer i västra USA och norra Mexiko. Utbredningsområdet sträcker sig från västra Colorado, Utah och södra Nevada till södra Kalifornien och till de mexikanska delstaterna Sonora, Chihuahua och Coahuila. Habitatet utgörs av torra buskskogar (chaparral), savanner och galleriskogar. Tantilla hobartsmithi gräver i lövskiktet och i det översta jordlagret. Honor lägger ägg.
För beståndet är inga hot kända. Hela populationen anses vara stabil. IUCN kategoriserar arten globalt som livskraftig.